# Tellurobismutiet
Het mineraal tellurobismutiet is een bismut-telluride met de chemische formule Bi2Te3. Op basis van de elektronegativiteit van de twee elementen (bismut: 1,9; telluur: 2,1) en de regels voor het benoemen van binaire verbindingen zou de naam van de stof eigenlijk bismuttelluride moeten zijn.

## Naamgeving en ontdekking
Tellurobismutiet werd genoemd naar de belangrijkste elementen waaruit het is opgebouwd: bismut en telluur. De massapercentages bedragen respectievelijk 52,20 % en 47,80 %. Het mineraal werd in 1863 ontdekt in een mijn in Tokke (Noorwegen).

## Eigenschappen
Het opake en grijze tellurobismutiet heeft een trigonaal kristalstelsel. De kristallen zijn redelijk klein en ze komen voor als massieve en fijnkorrelige aggregaten, die soms fibreus kunnen zijn. De hardheid is 1,5 tot 2 op de schaal van Mohs en de gemiddelde relatieve dichtheid bedraagt 7,815 g/cm³.
Tellurobismutiet is niet magnetisch maar wel zeer licht radioactief dankzij de zeer lange halfwaarde tijd van Bismut.

## Voorkomen en verspreiding
Tellurobismutiet wordt voornamelijk aangetroffen in aanwezigheid van andere bismut- en telluurhoudende mineralen. Het wordt gevonden in onder andere Noorwegen, België (nabij Vielsalm), Duitsland, Polen, Spanje, Groot-Brittannië, Roemenië, Armenië, China, Japan, Cambodja, Tasmanië, Brazilië, Argentinië, Canada en de Verenigde Staten.